# Mausgrabenbach
Der Mausgrabenbach ist ein Bach im Gemeindegebiet von Sieggraben im Burgenland.

## Verlauf
Der Mausgrabenbach entspringt unterhalb vom Sieggrabener Kogel und durchfließt den am Rande des Sieggrabener Ortsteils Riegel gelegenen Mausgraben. Nachdem ihn die Brücke der Unteren Hauptstraße überspannt hat, mündet er von rechts im Bereich der Sieggrabener Trift in den Auwiesenbach.
Das vereinigte Gewässer fließt durch den unteren Sieggrabener Ortsteil Mühlen und hat ab dem Zusammenfluss mit dem Siegleswiesenbach, kurz nach der Gemeindegrenze zu Kalkgruben, die Bezeichnung Sieggrabenbach, der südlich von Weppersdorf mit dem Schwarzenbach zusammenfließt und von dort an Stooberbach heißt. Im weiteren Verlauf gelangt sein Wasser über die Rabnitz in die Donau und schließlich ins Schwarze Meer.